# Dusona carinifer
Dusona carinifer là một loài tò vò trong họ Ichneumonidae.